# Lockheed AQM-60 Kingfisher
AQM-60 Kingfisher là một phiên bản bia bay của loại máy bay thử nghiệm X-7 của USAF, AQM-60 được hãng Lockheed Corporation phát triển.

## Tính năng kỹ chiến thuật
Đặc tính tổng quát
- Chiều dài: 38 ft 1 in (11,6 m)
- Sải cánh: 9 ft 10 in (3 m)
- Chiều cao: 6 ft 11 in (2,1 m)
- Trọng lượng có tải: 7.937 lb (3.600 kg)
- Động cơ: 1 × Marquardt XRJ43-MA kiểu ramjet (Sustainer)
- Động cơ: 2 × Thiokol XM45 (5KS50000) rocket nhiên liệu rắn, 50.000 lbf (222 kN) thrust  mỗi chiếc 5 s (Boosters)

Hiệu suất bay
- Vận tốc cực đại: Mach 4,3
- Tầm bay: 113 nmi; 130 mi (210 km)
- Trần bay: 98.000 ft (30.000 m)